# Buyei
I buyei (trascritto anche bố y, puyi, bouyei, buyi, buxqyaix, puzhong, burao, puman; in cinese: 布依族; in pinyin: bùyīzú) sono un gruppo etnico stanziato principalmente nel sud della Cina.
Raggiungono i due milioni e mezzo di individui e fanno parte dei 56 gruppi etnici ufficialmente riconosciuti dalla Repubblica Popolare della Cina e dei 54 gruppi etnici riconosciuti dal Vietnam.
I buyei vivono in foreste semi-tropicali nelle province dello Yunnan e del Sichuan. Tradizionalmente praticano l'animismo, sebbene molti si siano convertiti al cristianesimo.

## Lingua
I buyei parlano la lingua buyei che è molto vicina alle lingue zhuang. Ci sono molte mescolanze tra i dialetti di queste due lingue. Il buyei ha avuto forma scritta quando ne fu creata la grammatica di base dai linguisti negli anni '50 che si basarono sull'alfabeto latino e sulla pronuncia più convenzionale della lingua cinese translitterata pinyin.